# Абдулазіз аль-Мукбалі
Абдулазіз аль-Мукбалі (араб. عبد العزيز المقبالي, нар. 23 квітня 1989) — оманський футболіст, нападник клубу «Фанджа» та національної збірної Оману.

## Клубна кар'єра
У дорослому футболі дебютував 2009 року виступами за команду клубу «Дофар», в якій провів один сезон, взявши участь у 17 матчах чемпіонату. 
Своєю грою за цю команду привернув увагу представників тренерського штабу клубу «Сохар», до складу якого приєднався 2010 року. Відіграв за його команду наступні два сезони своєї ігрової кар'єри.
У 2012 році уклав контракт з клубом «Аль-Шабаб» (Ес-Сіб), у складі якого провів наступний рік своєї кар'єри гравця. Більшість часу, проведеного у складі «Аль-Шабаба», був основним гравцем атакувальної ланки команди.
Протягом 2013 року захищав кольори команди саудівського «Аль-Таавун», у складі якого, втім, закріпитися не зміг.
До складу клубу «Фанджа» приєднався 2013 року.

## Виступи за збірну
У 2011 році дебютував в офіційних матчах у складі національної збірної Оману. Наразі провів у формі головної команди країни 42 матчі, забивши 14 голів.
У складі збірної був учасником кубка Азії з футболу 2015 року в Австралії.

## Титули і досягнення
- Чемпіон Оману: 2015/16, 2017/18, 2021/22
- Чемпіон Кувейту: 2014/15
- Володар Кубка Оману: 2013/14, 2019/20, 2020/21, 2021/22
- Володар Кубка оманської ліги: 2023
- Володар Кубка Федерації Кувейту: 2014/15
- Володар Суперкубка Кувейту: 2015
- Володар Суперкубка Оману: 2022, 2023
- Володар Кубка АФК: 2022

Збірні
- Переможець Кубка націй Перської затоки: 2017